# Rapla
Rapla város és egyben a róla elnevezett megye székhelye Észtországban. A város a Vigala folyó partján fekszik. Lakosságának száma 5617 fő.

## Történelme
Rapláról a legrégebbi írásos emlék 1241-ből származik, amikor is a dán hindaamisraamatust ír róla. A település a 13. század végén vált az egyházközség székhelyévé. Ugyanebben az időszakban épült fel a cisztercita kolostor épülete a Konuvere is és a Mária Magdolna templom, amely egy szent kő helyén épült fel. Az egyházi épületek leégtek az északi háború idején, de később újjáépítették. Mai formáját 1738-ban nyerte el, amikor is a korabeli építészeti stílusirányzatoknak megfelelően átépítették.
Rapla dinamikus fejlődésnek indult, mikor kézművesek, kereskedők és tisztviselők költöztek ide. A faluban az első gyógyszertárat 1866-ban nyitották meg. A településnek 1868 óta van iskolája és 1888 óta működik itt kórház. A raplai téglagyár 1899-ben épült és 1900-ban indult meg a forgalom a Rapla és Vijlandi között a keskeny nyomtávú vasútvonalon a forgalom. A régi kőtemplomot 1901-ben lebontották és helyette egy neoromán stílusú kéttornyú templomot építettek fel. 
Az 1913-as adatok alapján Raplában 20 kőház és 60 faház volt, miközben lakóinak száma elérte az 1000 főt.  A településen régóta aktív a közösségi élet. A városban Önkéntes Tűzoltóegylet, ének-zenei egyesület, agráregyesület, fogyasztói egyesület és takarékpénztár működik.
A Rapla-Virtsu kisvasutat 1931-ben építették meg, ami egészen 1968-ig működött. 1945-ben nagyközséggé, 1950-ben mezővárossá, 1993-ban pedig várossá nyilvánították. A megye székhelyévé 1950-ben lépett elő.

## Népessége
| Lakosok száma | 12 560 789 | 5054 | 5139 | 5181 | 5163 | 5003 | 4887 | 5254 | 5353 | 5355 |
|               | 2011       | 2014 | 2015 | 2016 | 2017 | 2020 | 2021 | 2022 | 2023 | 2024 |

## Látnivalók
- A kéttornyú Szent-Károly templom, melyet 1901-ben építettek fel.

A templom udvarán található a Jaan, ami egy hat méter magas Sareemaa dolomit emlékmű. A kőbe 1923-ban belevésték az I. világháborúban elesett helyi lakosok nevét, majd ezt az emlékművet 1989-ben felújították.
- Az 1816-ban ültetett Szabadság-tölgy.
- A 17. századból való Kirkulaia mészkőkereszt.
- A raplai temetőkápolna, amely 1780-ból származik.
- A 19. századi raplai kőhíd.
- Az 1920-as, 1930-as években felépített bank(1928), gimnázium(1927) és az oktatási egyesület épülete (1933).